# Ready-made (Kunst)

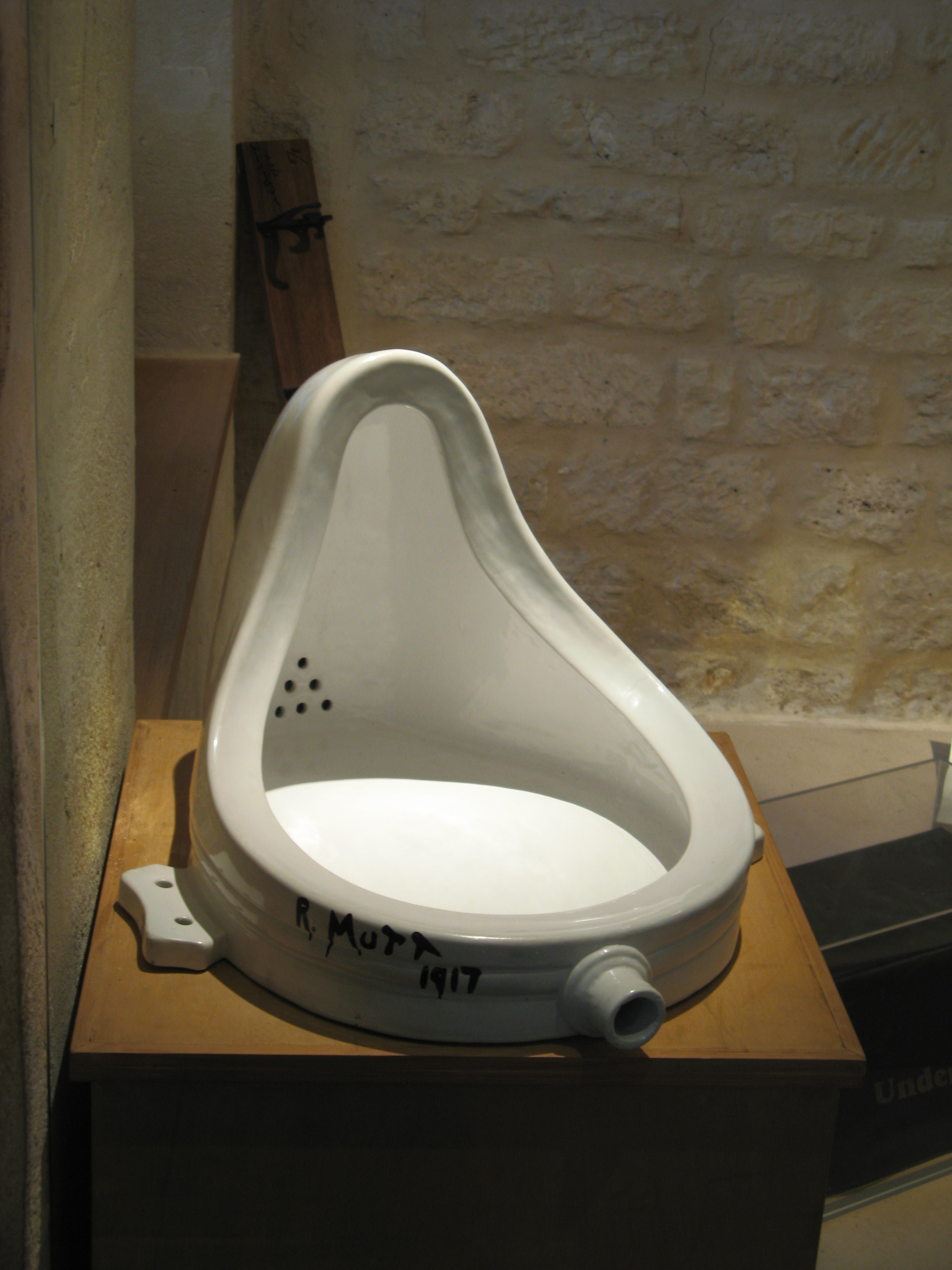
Replik von Duchamps Fountain im Musée Maillol, Paris
(Das Original von 1917 ist verschollen)

Ein Ready-made (engl. für „Fertigware“) oder auch Objet trouvé (franz. für ‚gefundener Gegenstand‘) ist ein Alltags- oder Naturgegenstand, der zum Kunstwerk „gemacht“ wird, indem der Künstler ihn „findet“ und zum Kunstwerk erklärt oder – im Falle des Objet trouvé – auch in ein solches integriert. Diese „Verwandlung“ beziehungsweise dieses „Entkleiden“ aus dem bisherigen Funktions- und Bedeutungszusammenhang kann durch das Präsentieren auf einem Sockel, durch die Kombination mit anderen „gefundenen“ Gegenständen oder durch das Signieren und Neubenennen durch den Künstler erfolgen. Teilweise wird der Gegenstand auch verfremdet, indem er mit anderen Gegenständen kombiniert, zerlegt oder farblich neu gefasst wird.

## Entstehung und Objekte
Bereits bei der älteren Skulptur kam es immer wieder vor, dass vorgefundene Gegenstände wie Kleider, Waffen, Schmuckstücke oder Alltagsgegenstände, integriert wurden. Diese finden sich häufig bei religiösen Figuren, etwa den Nagelfiguren der Bassonge oder den christlichen Madonnenstatuen, wo sie als Fetisch, Schmuck oder Votivgaben dienen. Solche Gegenstände sind jedoch nicht als Objets trouvés zu bezeichnen, da sie für sich keinen Kunstcharakter besitzen und auch nicht den Ausgangspunkt eines Kunstwerks bilden, sondern dieses nur ergänzen oder – bei religiösen Figuren – aufwerten beziehungsweise magisch aufladen.
Das erste bekannte Beispiel eines Objet trouvé avant la lettre lieferte der Schweizer Bildhauer Ferdinand Schlöth, als er 1883 einen Faun formte um einen vorgegebenen Naturgegenstand, ein aus Rom mitgebrachtes Horn. Dieses ungewöhnliche, vom Künstler selbst als Jux deklarierte Werk wurde noch im gleichen Jahr öffentlich ausgestellt, ist aber heute nicht mehr erhalten. In die Vorgeschichte der Objets trouvés gehören auch antike Gefäße aus Keramik, die Auguste Rodin zwischen 1890 und 1910 als Behälter für figürliche Skulpturen aus Gips verwendete.
Als breit rezipierte Kunstform hat das Objet trouvé jedoch seinen Ursprung im Umkreis des Dadaismus als skulpturale Erweiterung der Collage (Kurt Schwitters, Merzbauten). Der Missbrauch und die zweckfreie Kombination von trivialen Gegenständen und Materialien in neuen, oft überraschenden Sinnzusammenhängen sowie die Erhebung zum Kunstwerk hatte spielerische, anarchische und provokante Züge.
Im Surrealismus bekam das Objet trouvé einen eher fetischartigen Charakter. Lautréamonts 1874 formulierte Metapher „Schön wie die Begegnung einer Nähmaschine mit einem Regenschirm auf einem Seziertisch“ (beau comme la rencontre fortuite sur une table de dissection d’une machine à coudre et d’un parapluie!) aus den Gesängen des Maldoror – gemeint war ein junger Mann – wurde nicht nur zum „Slogan“ des Surrealismus, sondern ist auch eine literarische Vorwegnahme des Objet trouvé in dieser surrealen Form. Berühmtes Beispiel eines surrealistischen Objet trouvé dürfte Meret Oppenheims Déjeuner en fourrure (Das Frühstück im Pelz) (1936) sein, eine Tasse samt Untertasse und Löffel, alle mit Pelz bezogen.
Radikaler und früher als Dadaisten und Surrealisten verwirklichte der Franzose Marcel Duchamp das Konzept des Objet trouvé in seinen Readymades wie Fahrrad-Rad (1913), Flaschentrockner (1914) und Fountain (1917). Während Fahrrad-Rad noch aus einer Kombination aus Rad, Fahrrad-Vordergabel und Holzhocker besteht, werden bei den beiden anderen Werken industriell gefertigte Objekte, ein auf dem Bazar de l’Hôtel de Ville gekauftes, industriell hergestelltes Drahtgestell zur Flaschentrocknung und ein handelsübliches Urinal, kurzerhand auf einen Sockel gestellt und zur Kunst erklärt. Der Gegenstand wird von seinem ursprünglichen Gebrauchszweck gelöst, durch die Aufstellung und den gewählten Titel semiotisch neu aufgeladen und damit gleichsam „nobilitiert“. Der künstlerische Akt liegt also primär im Auswählen bzw. im Erkennen des künstlerischen Potenzials eines Alltagsgegenstandes, womit gleichzeitig der traditionelle Kunstbegriff ironisiert wird.
In dieser Tradition steht auch Picassos Stierschädel (1943), der Bronzeabguss eines Fahrradsattels als Schädel mit einem Rennlenker für die Hörner. In den 1960er-Jahren arbeiteten auch die Vertreter des Nouveau Réalisme, die sich in ihrem zweiten Manifest explizit auf den Dadaismus beriefen, vielfach mit vorgefundenen Materialien. Ab den 1960er-Jahren wurden auch Lebensmittel – einzeln oder in Kombination mit anderen Gegenständen – zur Kunst erklärt.
Mit dem Multiple ich kenne kein Weekend (1971–1972) reflektierte Joseph Beuys auf die Duchamp’schen Boîtes-en-valises, den tragbaren Künstlermuseen mit Reproduktionen und kleinen Objekten. In einem Koffer, einem Readymade, der dazu dient, Künstlergrafiken zu transportieren, befestigte Beuys auf der Innenseite des Deckels weitere Readymades, eine Maggiflasche und ein Exemplar der Reclam-Ausgabe von Immanuel Kants „Kritik der reinen Vernunft“, gestempelt mit BEUYS: ich kenne kein Weekend. Im Boden des Koffers befinden sich – abgedeckt und nicht sichtbar – Grafiken von KP Brehmer, Karl Horst Hödicke, Peter Hutchinson, Arthur Køpcke, Sigmar Polke und Wolf Vostell.
Im Sinne des Objet trouvé sammelt der französische Konzeptkünstler Saâdane Afif seit 2008 Abbildungen von Marcel Duchamps Fountain aus verschiedensten Publikationen. Die Seiten des Duchamp’schen Urinals trennt Afif aus den Publikationen heraus und lässt sie als Teil seines prozessualen Kunstprojektes Fountain Archive rahmen. Die Rahmenobjekte stellen somit neue, eigenständige Werke dar.

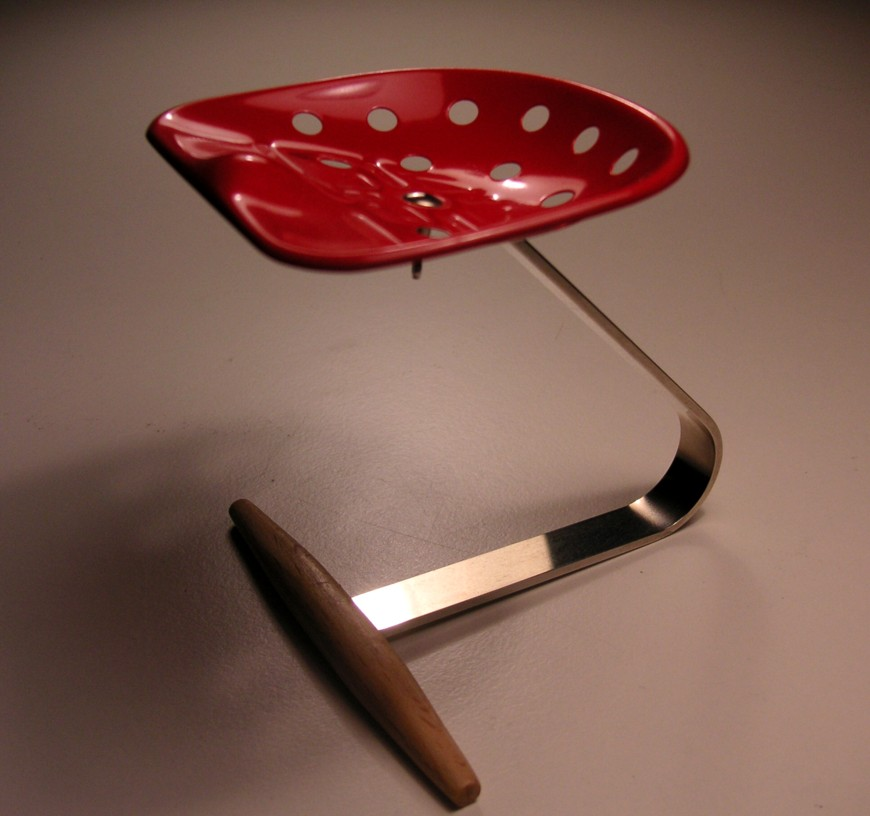
Mezzadro, Freischwinger mit Traktor-Sitzschale und zugehöriger Blattfeder, Brüder Castiglioni, 1957

Objet trouvé und Readymade bedeuteten auch eine Erweiterung des Begriffs des Künstlers, dessen Hauptleistung nun primär in einem kognitiven Akt besteht, der nun weiter gefasst wird als noch im traditionellen Konzept des Disegno. Sie haben bis heute großen Einfluss behalten – der „gefundene Gegenstand“ ist beispielsweise bei Pop Art und Land Art sowie bei einigen Vertretern der kinetischen Kunst, etwa Alexander Calder und Jean Tinguely, der Arte Povera, etwa Jannis Kounellis, und der Junk Art ein wesentliches Element. Eine wichtige Rolle spielen vorgefundene Gegenstände bei einigen Vertretern der Art brut, aber auch in Kunsthandwerk, Möbel- und Produktinterpretationen italienischer Architekten, Designer und Theoretiker, wie den frühen Arbeiten der Brüder Pier Giacomo und Achille Castiglioni, sowie im Anti-Design postmoderner Dekonstruktivisten, wie Studio Alchimia, Ettore Sottsass und Andrea Branzi, oder den kultur-, konsum- und designkritischen Multiples einiger Protagonisten des sogenannten Neuen Deutschen Designs, wie Gruppe Kunstflug, Heinz Landes und Stiletto.
Das Konzept des Objet trouvé ist etwas umfassender als jenes des Readymades, indem es auch Alltagsgegenstände umfasst, die in ein Kunstwerk integriert wurden. Letztere sind – zumindest in Duchamps Verständnis – nicht als Readymades anzusehen.
Der Begriff objet trouvé wird teilweise auch in Bezug auf die Architektur angewendet. Er bezeichnet dort bestimmte Formen von Spolien.
Quer zu den Stilrichtungen hat sich für Kunstwerke, die vor allem aus vorgefundenen Materialien bestehen, der Begriff Objektkunst etabliert.
Die Rechtswissenschaften beschäftigen sich mit der Frage, ob Readymades als persönliche Schöpfungen im Sinne des Urheberrechts anzusehen sind.

## Readymades nach Marcel Duchamp
Korrespondierend mit Duchamps eigenen Klassifizierungen unterscheidet der Kurator Francis M. Naumann im Glossar seines Buches Marcel Duchamp – The Art of Making Art in the Age of Mechanical Reproduction von 1999 insgesamt sechs Arten des Readymades: „assisted readymade, imitated rectified readymade, printed readymade, readymade (or ready-made), rectified readymade, semi-readymade“:
- Assisted Readymade („unterstütztes Readymade“), ein Alltagsgegenstand, der mit einem anderen Objekt kombiniert, also von diesem „unterstützt“ wird. Beispiel: Fahrrad-Rad von 1913.
- Rectified Readymade („verbessertes Readymade“), ein Kunstwerk oder die Reproduktion eines Kunstwerkes, das von Duchamp beziehungsweise dem „nachfolgenden“ Künstler (z. B. mit einem Stift oder einem Pinsel) verbessert wurde. Beispiele: Apolinère Enameled, ein übermaltes Emailleschild von 1916–1917 oder L.H.O.O.Q., eine mit einem Schnauz- und Spitzbart bekritzelte, „verbesserte“ Reproduktion der Mona Lisa von 1919.
- Imitated rectified Readymade („nachgemachtes, verbessertes Readymade“), die Reproduktion eines Rectified Readymade.
- Printed Readymade („gedrucktes Readymade“) ist poetisch-literarischer Art, also das vorgefundene, gedruckte Wort und die durch Duchamp daran vorgenommenen Änderungen, Wortspielereien oder Verballhornungen des Begriffes. Beispiel: French Window in Fresh Widow.
- Readymade, das Readymade „an sich“, als unverändertes, adaptiertes Objekt wie beispielsweise das Urinal Fountain, 1917.
- Semi-Readymade („Halb-Readymade“), wenn das Objekt bereits Teil eines anderen Gebrauchsgegenstands war. Als Beispiel sei Duchamps Stahlkamm Peigne von 1916 genannt, dessen zwei Stanzlöcher ihn als Teil eines anderen Gebrauchsgegenstandes ausweisen (Griff oder ähnliches).

Des Weiteren findet sich das Reciprocal Readymade („reziprokes, wechselwirksames Readymade“), als etwas unklar von Duchamp formulierter Grundgedanke aller Readymades „die Idee der Wechselwirkung zwischen Kunst und Alltagsleben“, die er zwischen 1911 und 1915 auf Notenblättern zu Papier brachte: „Reciprocal Readymade: Use a Rembrandt as an ironing board.“ (deutsch: „Reziprokes Readymade: Man benutze einen Rembrandt als Bügelbrett.“) Duchamp veröffentlichte die Notizen 1934 in der Green Box (The Bride Stripped Bare by Her Bachelors, Even).